# Loài sắp nguy cấp

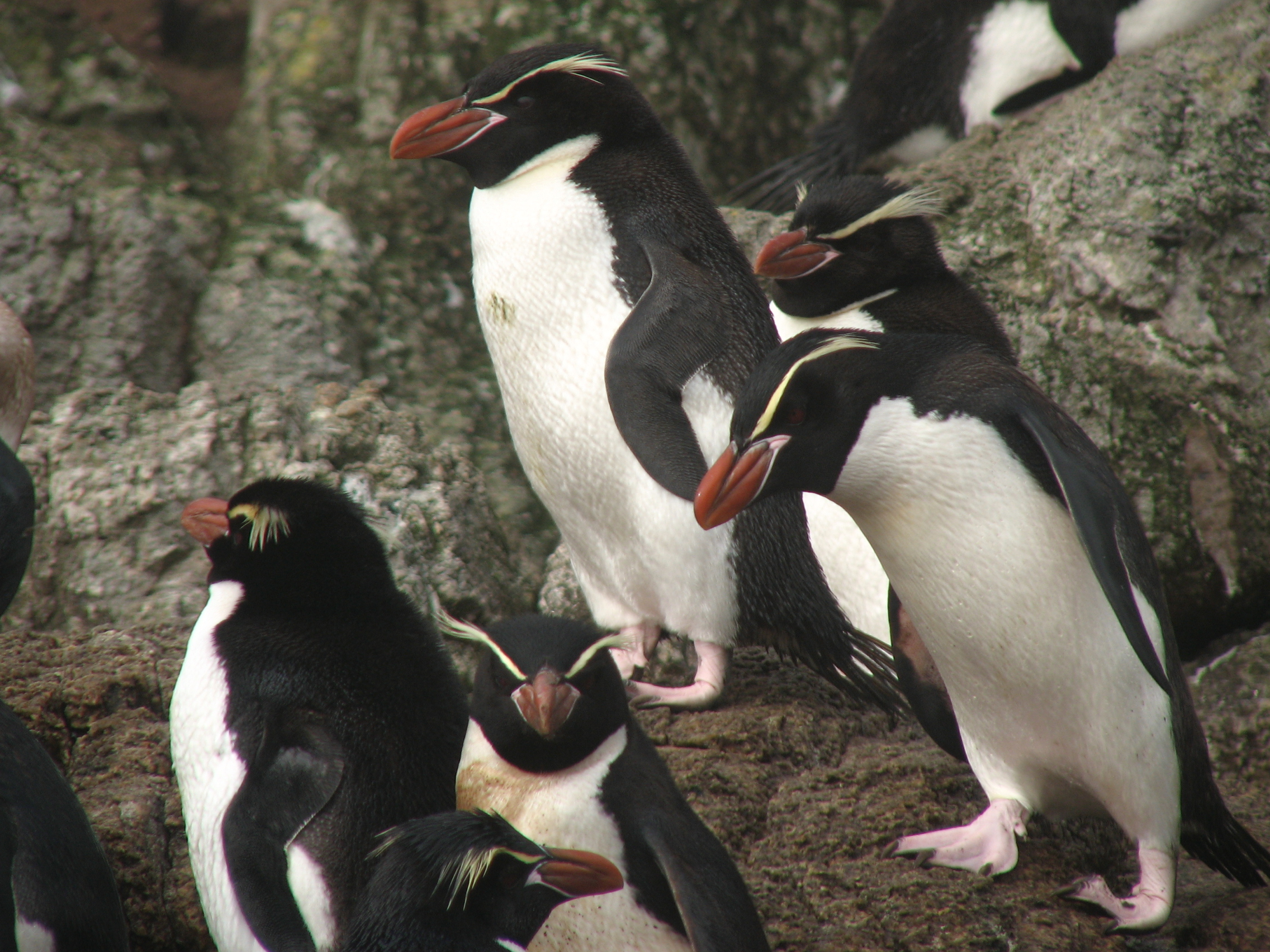
Chim cánh cụt Snares (Eudyptes robustus) là một ví dụ điển hình về loài sắp nguy cấp

Loài sắp nguy cấp hay loài dễ bị tổn thương là một trong những nhóm phân loại của IUCN dùng để chỉ những loại có thể trở thành loài bị đe dọa tuyệt chủng trừ khi yếu tố đe dọa đến sự sinh tồn của chúng hoặc sự sinh sản được cải thiện. Khả năng tổn thương chủ yếu là do môi trường sống của chúng bị mất hoặc bị phá hủy. Loài sắp nguy cấp được quan sát và đang trở thành nhóm bị đe dọa. Tuy nhiên, một số loài được xếp vào nhóm "tổn thương", trong thực tế, có thể khá phong phú trong điều kiện nuôi nhốt.